# Нуклеарни отпад
Нуклеарни или радиоактивни отпад је отпад који садржи радиоактивне хемијске елементе који немају практичну примену. Отпад може бити продукт нуклеарних реакција, као што је фисиона реакције. Ипак, и друге индустрије, које нису директно повезане са нуклеарном индустријом, могу да производе велике количине радиоактивног отпада (нпр. производња уља). Већина радиоактивног отпада спада у ниско радиоактивне отпаде, што значи да има низак ниво радиоактивности на јединицу масе тј. запремине. У ову врсту радиоактивног отпада спада на пример контаминирана одећа. 
Данас, у свету постоје милиони литара радиоактивног отпада и хиљаде тона сагорелог уранијума. Највећи проблем са којим се нуклеарна индустрија тренутно бори је управо руковођење, складиштење и коначно уништавање радиоактивног отпада широм света.

## Подела
Код ове врсте отпада разликујемо три агрегатна стања. Радиоактивни отпад делимо према пореклу, активности и према периоду полураспада.
Према пореклу разликујемо:
- ненуклеарни (болнице, истраживачке лабораторије, радиофармацеуткса индустрија)
- нуклеарни (рудници, нуклеарни реактори, затворене нуклеарне централе)

Према активности радиоактивни отпад може бити:
- ниског нивоа од 5*106 до 5*109
- средњег нивоа од 5*109 до 5*1014
- високог нивоа > 5*1014

Радиоактивни отпад ниског нивоа садржи малу количину изотопа који имају кратко време полураспада. LLW чини 90% запремине целокупног радиоактивног отпада док је удео у радиоактивности 1%. Овај отпад чине делови опреме, филтери, одећа, рукавице итд. 
Радиоактивни отпад средњег нивоа садржи већу количину радиоактивности, и може захтевати додатну заштиту. ILW садржи смолу из јонозимењивачких филтера, хемијске талоге и контаминиране материјале настале декомисијом. ILW чини 7% укупне запремине радиоактивног отпада и има удео од 4% у радиоактивности.
Радиоактивни отпад високог нивоа (High Level Waste - HLW) настаје када се из истрошеног горива издвоје. Чак и без репроцесирања истрошено гориво се сматра као HLW. Овај отпад заузима 3% укупне запремине радиоактивног отпада али и 95% радиоактивности.

## Депоновање радиоактивног отпада
Уклањање нуклеарног отпада насталог приликом коришћења нуклеарне енергије представља крупан еколошки, технолошки и здравствени проблем.
Складиштење отпада се врши према нивоу активности тог радиоактивног отпада. Управљање LLW није компликовано. Одлагање LLW-а је површинског типа. Посуде са ниско радиоактивним отпадом затварају се у бетонске контејнере. Контејнери се стављају у бетонски базен који се затвара бетонском плочом и покрива земљом.
ILW складишти се на основу агрегатног стања. Гасовити отпад се скупља у резервоаре. Обрада течног радиоактивног отпада укључује филтрацију, деминерализацију и испаравања. Чврсти отпад се прво сакупља, врши се сегрегација, деконтаминација отпада тј. чишћење отпада и сечење ради лакшег паковања након тога се може почети са обрадом чврстог ILW-а. Место са одлагање оваквог отпада направљено је тако да се на одабраној локацији избуше тунели слични рударским. Чврсти ILW се ставља у металне бачве и залива се бетоном за имобилизацију. Тако припремљене бачве стављају се у бетонски контејнер паралелепипедног облика. Контејнери се још једном заливају бетоном и стављају у тунеле који се пуне водонепропусним материјалом.
HLW настаје у течном стању и као такав потребно је да се претвори у чврсто агрегатно стање. То се ради процесом витрификације чиме се смањује његова запремина за 70%. Течност се претвара у стакло и излива се у стаклене блокове који се депонују у посебно припремљене бушотине у рудницима. Начин на који ће те бушотине бити припремљене зависи од врсте стена у којим се налазе. Код туфита потребни су резервоари од нерђајућег челика додатно обложени 2 cm легуром на бази никла. Ови резервоари су заштићени од воде са таванице прекривачем од титанијума дебљине 1.5 cm (Yucca Mountain SAD). Резервоари који се смештају у гранит праве се од гвожђа и бакра. Бетонит представља додатну технолошку баријеру (Olkiluoto, Finska). Постоји такође мокро одлагање HLW-а и оно се врши одлагањем отпада у посебне базене за истрошено гориво, али оно је привремено. Бридер реактори служе стварању и коришћењу нуклеарног горива. Фисијом стварају плутонијумове и торијумове изотопе и стабилне форме урана. Почетни материјал је истрошени рециклирани уран из конвенционалних реактора. Ови реактори би могли да раде потпуно независно. Овакви реактори имају проблем са великим температурама и за скидање тих температура користи се течни натријум који је јако корозиван, лако запаљив и експлозиван у контакту са водом.
До 1970. године развијене земље (Велика Британија, Француска, Јапан, САД) одлагале су радиоактиван отпад на дно океана. Сав овај радиоактивни отпад је трајно је загадио Атлантски океан. Уговором из 1971. уведена је забрана одлагања оваквог отпада на океанско дно. Радиоактивни отпад се више не одлаже на океанско дно јер је доказано да делује погубно на океанску флору и фауну. Утицај радионуклида доводи до појаве мутагенеза, и радиоактивне честице улазе у ланац исхране и као такве врло лако се могу наћи у исхрани код човека. Као једне од опција биле су и те да се сав радиоактиван отпад одлаже на полове и у свемир. Одлагање радиоактивног отпада у свемир тренутно постоји само као теорија. Сматра се да би такав отпад могао да се избацује у орбите око Сунца али чак и изван Сунчевог система. Реализација оваквог пројекта је изузетно опасна али и веома скупа, и као таква тешко да ће у блиској будућности бити реализована. Депоновање радиоактивног отпада на полове изричито је забрањено Антарктичким уговором и Мадридским протоколом. Главни проблеми су високи трошкови превоза таквог отпада али и самог руковања и несигурност у односу на климу тих регија у великом временском периоду који се мери десетинама хиљада година. 
Ризик од радијације свакако постоји, још увек није пронађен идеалан начин за складиштење радиоактивног отпада. У блиској будућности научници се надају да ће бити пронађен и тиме спречене било какве штетне последице по околину, али и самог човека. 